# Закон о налогообложении иностранных счетов

США
Страны с соглашениями (или принципиальными согласиями) по FATCA:
Модель 1
Модель 2
Принципиальное согласие по модели 1
Принципиальное согласие по модели 2

Закон о налогообложении иностранных счетов (англ. Foreign Account Tax Compliance Act, также известен как Закон о налоговой отчётности по зарубежным счетам, FATCA (произносится ФА́ТКА), был принят США в 2010 году, и направлен против уклонения американских граждан и резидентов от уплаты налогов. Принятие FATCA имело большие внешнеэкономические последствия, поскольку он обязывает иностранные финансовые организации отчитываться перед Службой внутренних доходов США о движении средств американских налогоплательщиков. В противном случае финансовые организации ожидали санкции в виде 30-процентных штрафов на движение средств с их корсчетов в банках США и даже закрытие таких счетов.
После принятия закона Госдепартамент США начал переговоры о заключении межгосударственных соглашений, регулирующих трансграничное предоставление отчётности. Были заключены соглашения по одной из двух «моделей» — 1 и 2: по 1-й модели финансовые организации сдают отчётность налоговым органам своих стран, а те отправляют её в Службу внутренних доходов США; по 2-й модели организации сдают отчётность непосредственно в американское ведомство. С некоторыми странами полноценные соглашения не были подписаны, но было констатировано принципиальное согласие (англ. agreements in substance), констатировавшее будущие намерения, чтобы с 1 июля 2014 года, когда закон распространился на иностранные организации, компании указанных стран избежали наказания. На март 2017 года заключены соглашения и констатировано согласие со 113 государствами.
В России, где закон запрещал организациям предоставлять отчётность иностранным государствам, финансовые организации попали в сложное положение, когда украинский конфликт вызвал ухудшение отношений с США. В мае 2014 года Департамент казначейства США отказался продолжать переговоры о FATCA с российским ведомством, и последствия этого могли ударить по российской экономике сильнее, чем «украинские» санкции. Однако за несколько дней до 1 июля Госдума приняла закон, позволяющий российским банкам отчитываться перед иностранными налоговыми органами.